# Penthobruchus germaini
Penthobruchus germaini is een keversoort uit de familie bladkevers (Chrysomelidae). De wetenschappelijke naam van de soort werd in 1894 gepubliceerd door Maurice Pic.